# فلیکس لواندوفسکی
فلیکس لواندوفسکی (انگلیسی: Felix Lewandowsky؛ ‏ ۱ اکتبر ۱۸۷۹ – ۳۱ اکتبر ۱۹۲۱) متخصص پوست اهل آلمان بود.
او مدرک دکترای پزشکی را در سال ۱۹۰۲ در دانشگاه استراسبورگ دریافت داشت. سپس به برن رفت و در آنجا دستیار یوزف یاداسون شد. پس از مدتی به زادگاهش هامبورگ بازگشت و در بیمارستان سنت گئورگ با ادوارد آرنینگ همکاری کرد. از سال ۱۹۱۷ مدیر کلینیک بیماری‌های پوست در بازل و در همان‌جا مقالات و رساله‌هایی دربارهٔ جذام نوشت.
لواندوفسکی در زمینهٔ بیماری سل پوستی کودکان تخصص داشت و اثر مهمی را در سال ۱۹۱۶ در مورد سل پوست با عنوان «سل پوستی» (Die Tuberkulose der Haut) منتشر کرد. وی و یاداسون نوعی «دیسپلازی اِکتودرمال» را برای نخستین بار تشریح کردند که امروزه پاکونیشی مادرزادی نامیده می‌شود. لواندوفسکی کمی پیش از مرگش، نوعی بیماری نادر پوستی به نام اپیدرمودیسپلیژا وروسفورمیس را توصیف کرد که بدان «دیسپلازی لِواندوفسکی-لوتس» هم گفته می‌شود (در این نامگذاری، نام متخصص پوست آلمانی «ویلهلم لوتس» هم آمده‌است).